# Кучинский, Алексей Степанович
Алексе́й Степа́нович Кучи́нский (бел. Аляксей Сцяпанавіч Кучынскі; 12 [24] февраля 1892, д. Выдренка, Могилёвская губерния — 29 октября 1937, Минск) — государственный и общественный деятель БССР, и. о. ректора Белорусского государственного университета, профессор.

## Биография
Родился в деревне д. Выдренка (ныне — в составе Мхиничского сельсовета, Краснопольский район Могилёвской области, Белоруссия).
Окончил сельское училище и Мстиславское городское училище. Сдав экстерном экзамен на звание сельского учителя, с октября 1909 по сентябрь 1913 года преподавал в школах Рогачёвского уезда.
В 1916 году окончил Витебский учительский институт. В том же году был призван в армию, служил рядовым в 50-м пехотном запасном полку, с 1917 года — на Румынском фронте ефрейтором 7-го инженерного полка.
В мае 1917 года был командирован в Петроградский совет рабочих и солдатских депутатов, участвовал в работе I Всероссийского съезда крестьянских депутатов с правом совещательного голоса. В июне 1917 года вступил в РСДРП(б).
После демобилизации в декабре 1917 года приехал к родителям в село Соино Мстиславского уезда. Был избран председателем уездного исполкома; одновременно с января 1918 по май 1920 года возглавлял уездный ревком, руководил отделом образования, затем отделом юстиции, редактировал газету «Думы бедняка».
С мае 1920 года работал в Смоленске: член комиссии по работе в деревне, одновременно — председатель губернского правления работников просвещения. С февраля 1921 года возглавлял Мстиславский уездный комитет РКП(б) и исполком. С сентября 1922 года — заместитель заведующего отделом агитации и пропаганды Смоленского губкома РКП(б), член комиссии по работе в деревне. С февраля 1923 по апрель 1924 года — редактор газеты «Рабочий путь», кандидат в члены Смоленского губкома РКП(б).
С апреля 1924 года — заведующий агитационно-пропагандистским отделом Ярцевского горкома РКП(б). С апреля 1925 года — в Смоленске: заместитель редактора газеты «Рабочий путь», с ноября 1925 — председатель губернского правления союза сельскохозяйственных и лесных рабочих, одновременно редактор газеты «Смоленская деревня». Избирался в президиум губернского совета профсоюзов, делегатом XV, XVI и XVII губернских партконференций, членом Смоленского губкома партии, членом ЦК союза сельхозлесрабочих (январь 1926). С ноября 1927 года — заведующий подотделом печати Смоленского губкома ВКП(б).
С мая 1929 года жил и работал в Минске: исполнял обязанности редактора газеты «Рабочий», с февраля 1930 по апрель 1931 — заместитель редактора газеты «Советская Белоруссия». Одновременно заочно учился в Институте красной профессуры (1930—1933), в аспирантуре по кафедре политической экономии факультета права и хозяйства Белорусского государственного университета .
В июне — ноябре 1933 года — заместитель уполномоченного по БССР наркомата тяжёлой промышленности СССР, затем — начальник политотдела Чаусской МТС, с 1935 — заведующий отделом ЦК КП(б)Б. Одновременно преподавал в минском Комвузе.
С 3 апреля 1936 по 7 февраля 1937 года — и. о. ректора Белорусского государственного университета.
Арестован 7 февраля 1937 года арестован; исключён из партии.
28 октября 1937 года как «член антисоветской шпионско-террористической организации, принимавший участие в подготовке теракта над одним из руководителей государства» выездной сессией Военной коллегии Верховного суда СССР по ст. 69, 70, 76 Уголовного кодекса Белорусской ССР приговорён к высшей мере наказания с конфискацией имущества. Расстрелян 29 октября 1937 года; похоронен в Минске.
Реабилитирован 4 июля 1957 года Военной коллегией Верховного суда СССР «за отсутствием состава преступления».

### Семья
Жена — Елена Фёдоровна Кучинская, преподаватель немецкого языка Белорусского политехнического института; был репрессирована, отбыла ссылку в Красноярске;
- сын — умер в ссылке[1].

## Адреса
- Минск, ул. Университетская / Кирова, 23, кв. 44[1][3].